# Triplo ritratto di Carlo I
Il Ritratto di Carlo I in tre posizioni è uno dei ritratti che Antoon van Dyck eseguì per il re d'Inghilterra Carlo I. Da quando era passato al servizio della corona inglese, il pittore fiammingo aveva eseguito numerosi ritratti del sovrano. Questo caso rappresenta una eccezione: il suo primo scopo non fu quello di ritrarre il re in modo da celebrare la potenza della monarchia o da esaltare la figura di Carlo I. Il quadro fu infatti inviato a Roma, dove lo attendeva Gian Lorenzo Bernini. Il celebre scultore, che non si mosse dall'Italia che una volta soltanto, per recarsi in Francia, nelle città di Parigi e Versailles, dove dimorava la corte del re di Francia Luigi XIV, il Re sole, aveva ricevuto la richiesta da parte di Carlo di eseguire un suo busto. Bernini accettò, ma dovendo avere un modello a disposizione, chiese che gli fosse inviato un ritratto del sovrano.
Van Dyck, per facilitare e rendere più preciso il lavoro di Bernini, ritrasse il re in tre posizioni, facendone un quadro molto ammirato ed ora conservato nel castello di Windsor vicino a Londra. Il busto di Bernini invece venne distrutto in seguito all'incendio che colpì il Palazzo di Whitehall.
Sempre nelle collezioni reali del Castello di Windsor si conserva un busto in marmo dello scultore olandese Jan Blommendael che parte della critica indica come una possibile copia del perduto ritratto del Bernini.
Con lo stesso procedimento Bernini avrebbe dovuto eseguire il ritratto anche della moglie del sovrano inglese, Enrichetta Maria di Borbone. Allo stesso scopo Van Dyck realizzò - questa volta su tele distinte - tre ritratti della regina, due di profilo e uno frontale. Bernini tuttavia non eseguì questo secondo busto.
Alcuni anni dopo, nel 1641, avvalendosi di un ulteriore triplo ritratto del pittore francese Philippe de Champaigne - compositivamente simile a quello di Van Dyck e forse da questo esemplato - Bernini scolpì il busto del cardinale Richelieu, ora conservato al Louvre.

## Galleria d'immagini
I tre ritratti di Enrichetta Maria di Van Dyck e il triplo ritratto di Richelieu di Philippe de Champaigne

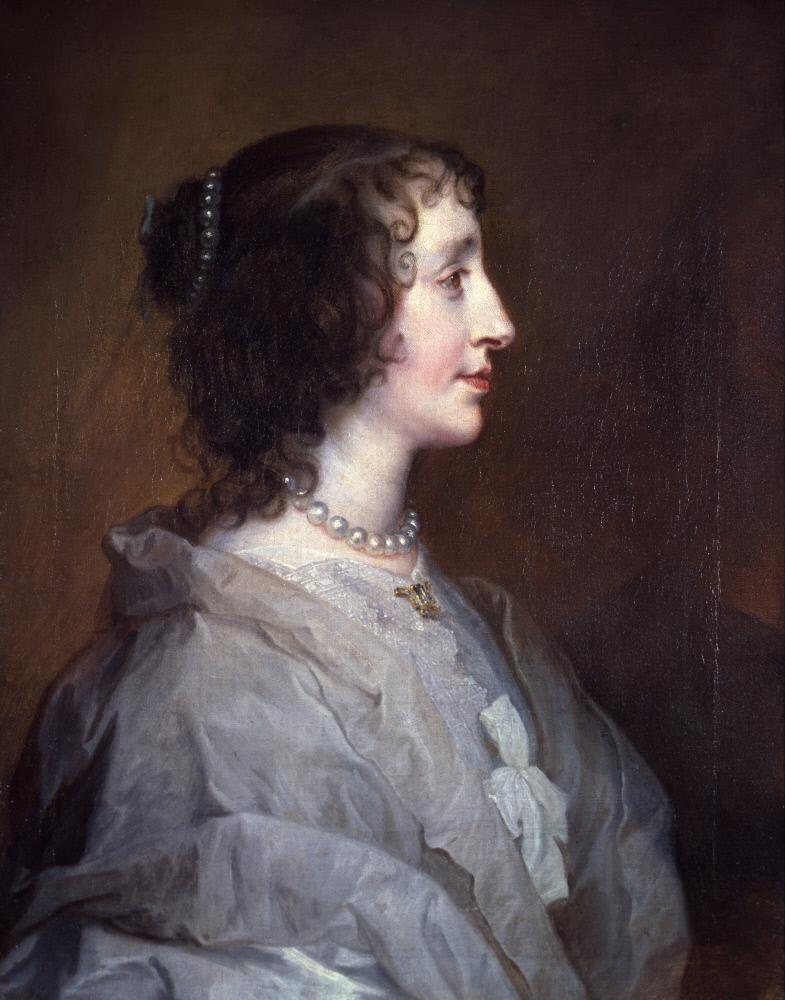
Memphis Brooks Museum of Art, 1638
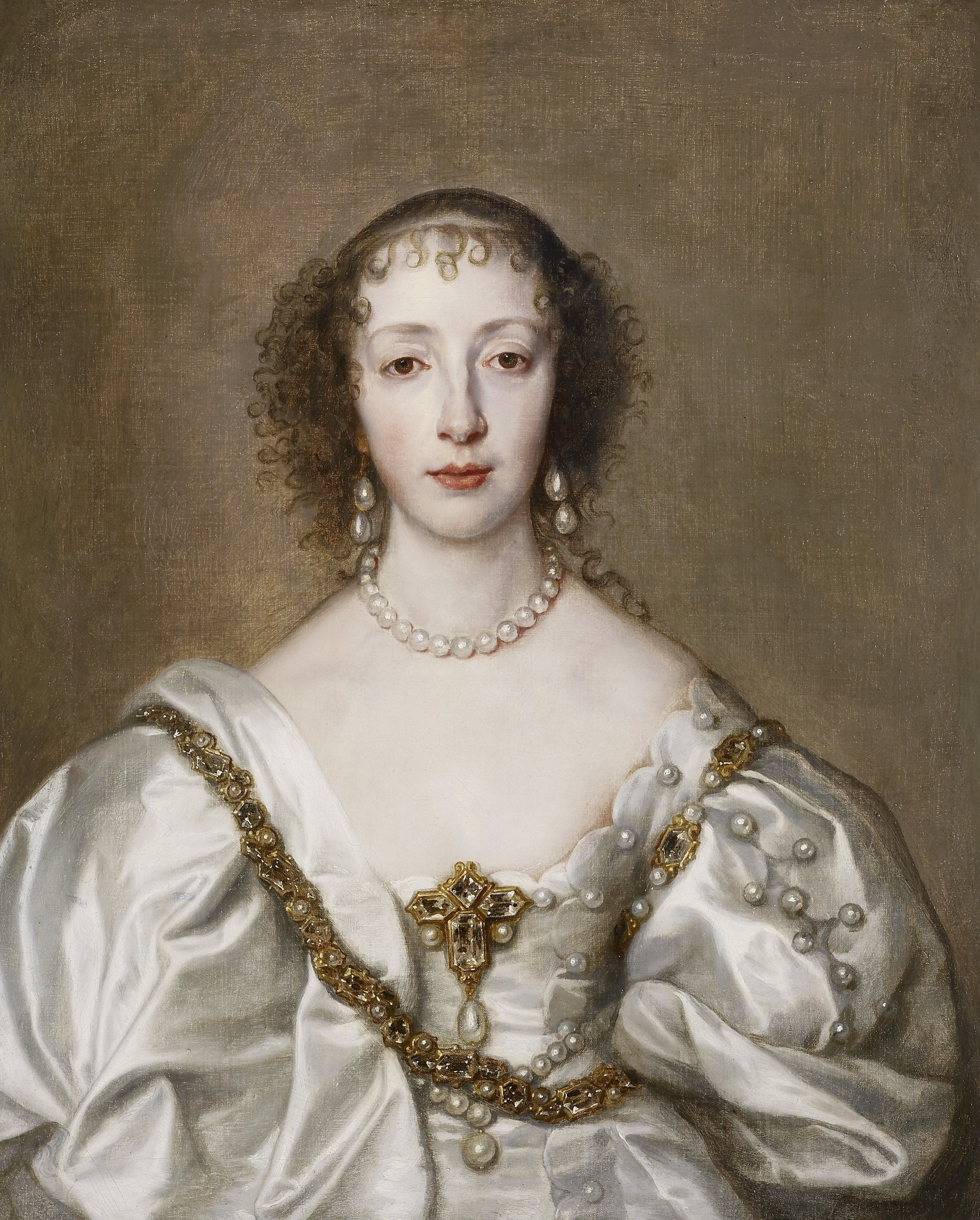
Royal Collection, 1638
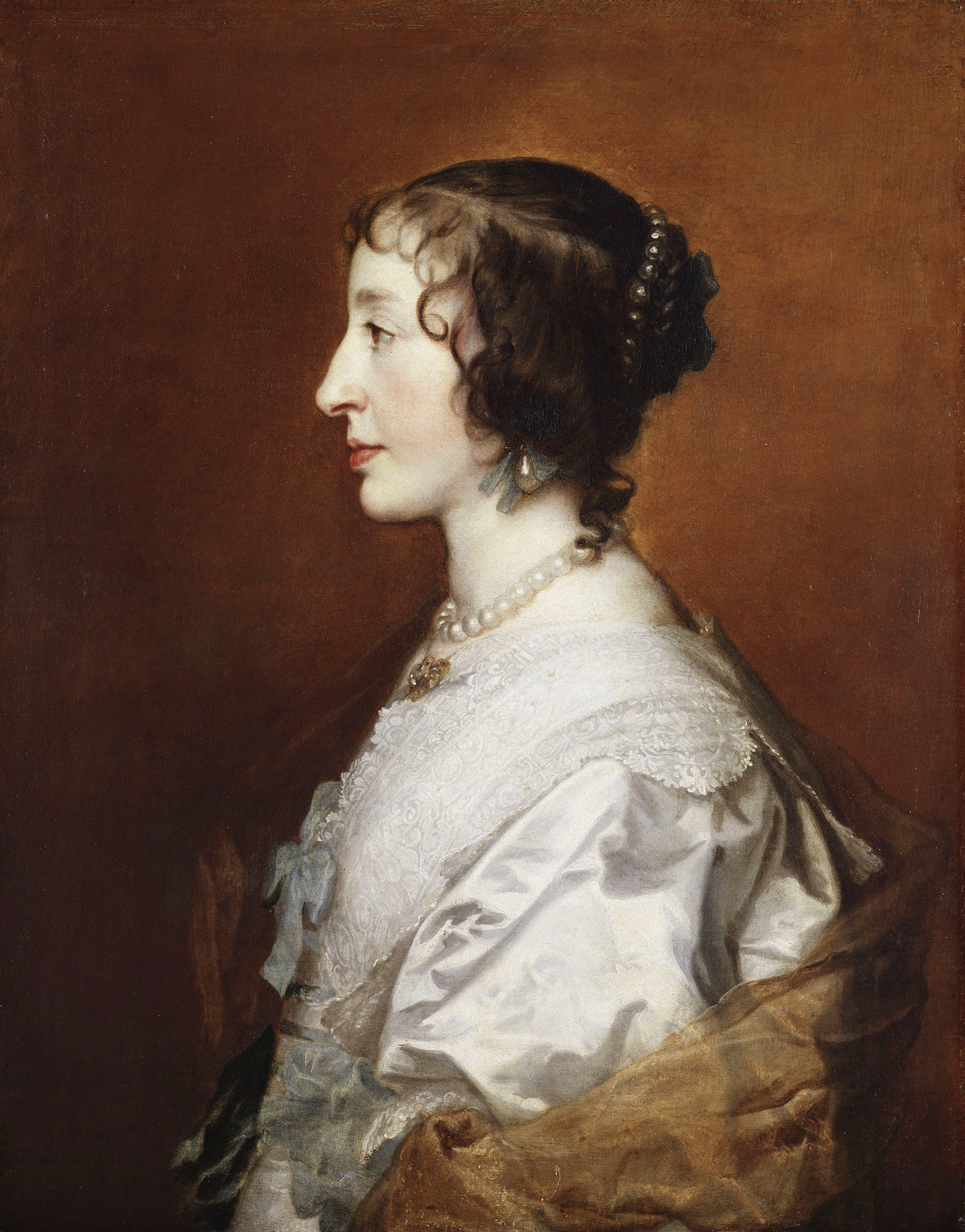
Royal Collection, 1638
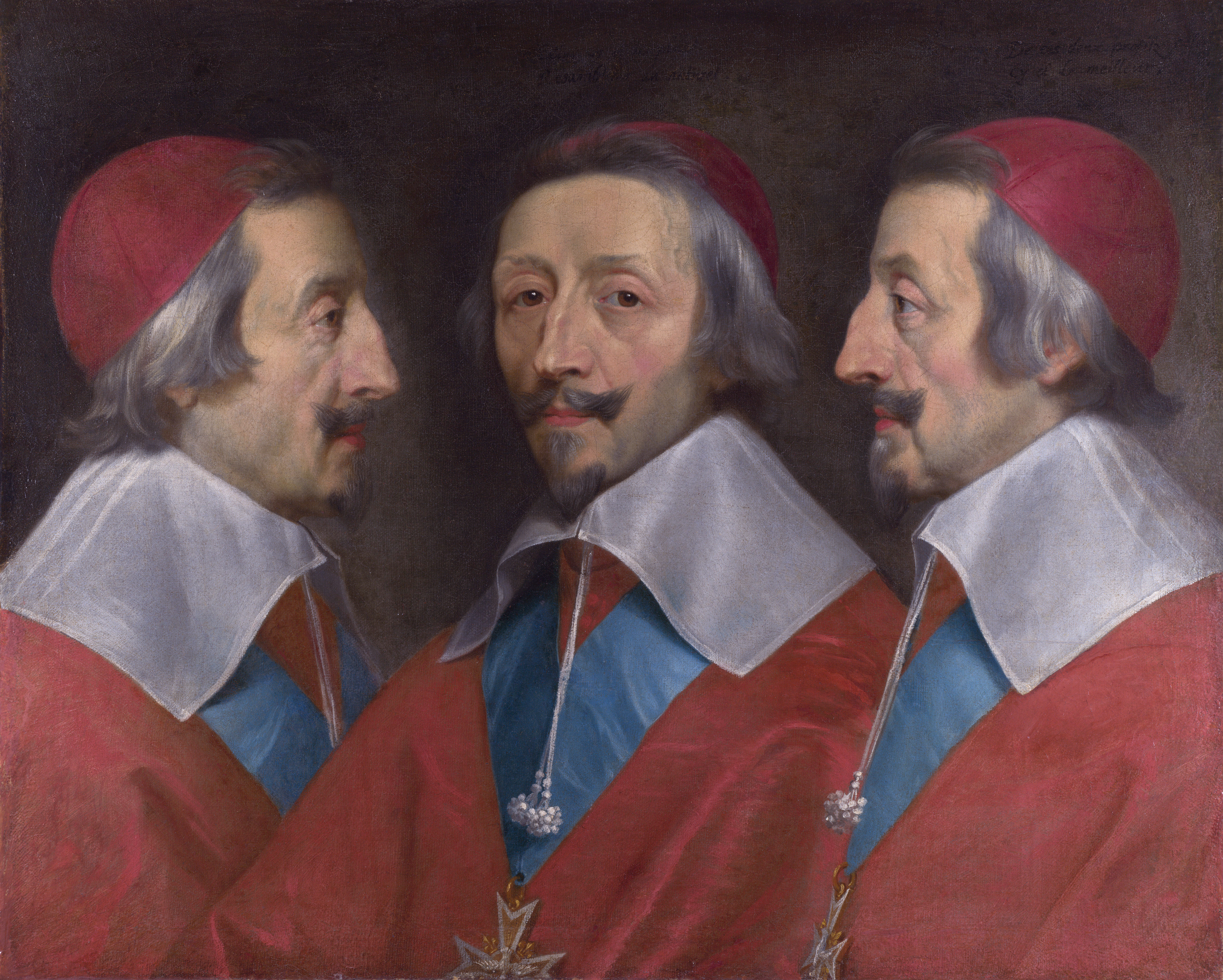
National Gallery, 1640 circa